# Diluição

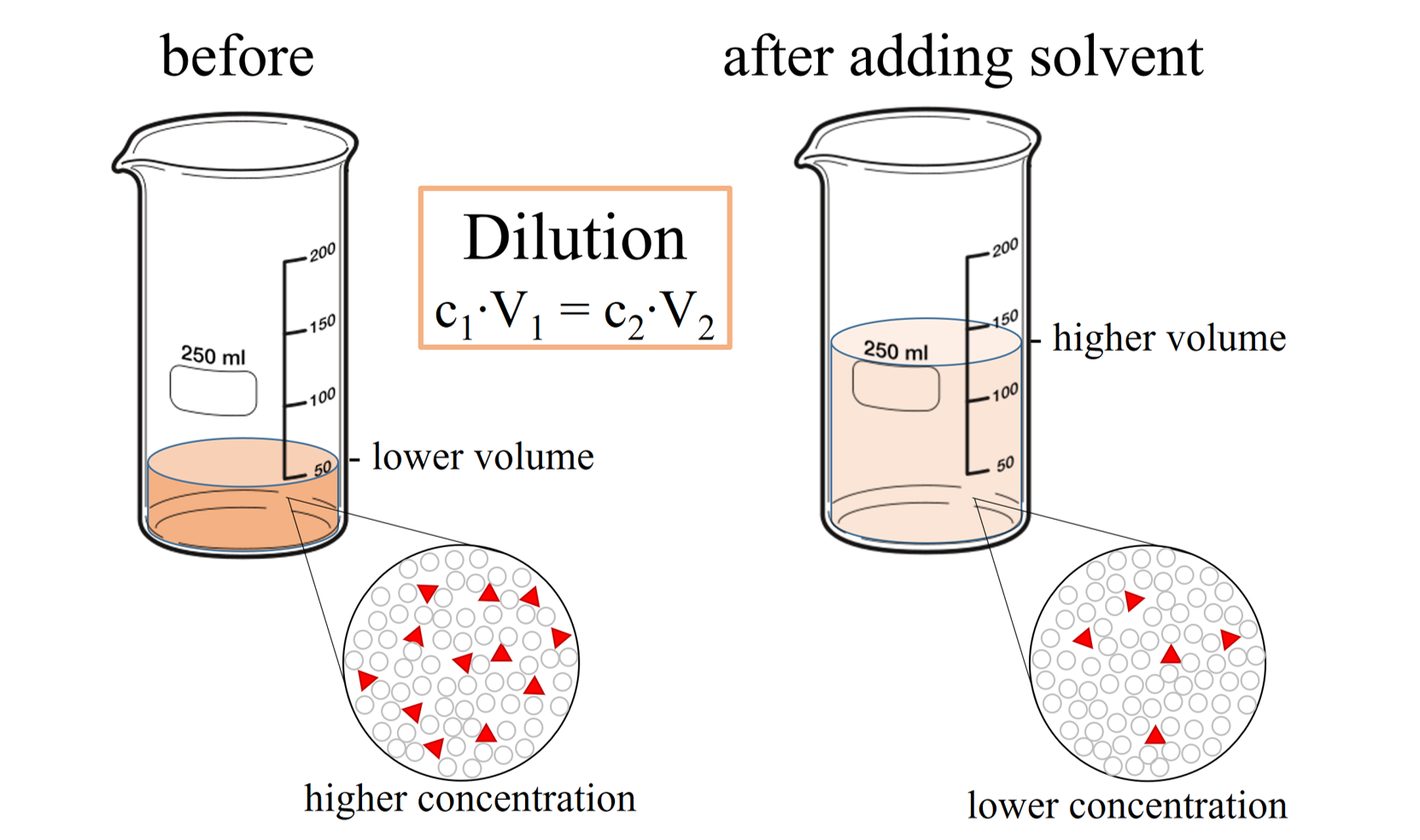
Na imagem, após se adicionar solvente à solução na esquerda, esta sofre diluição e a concentração de soluto diminui (na direita).

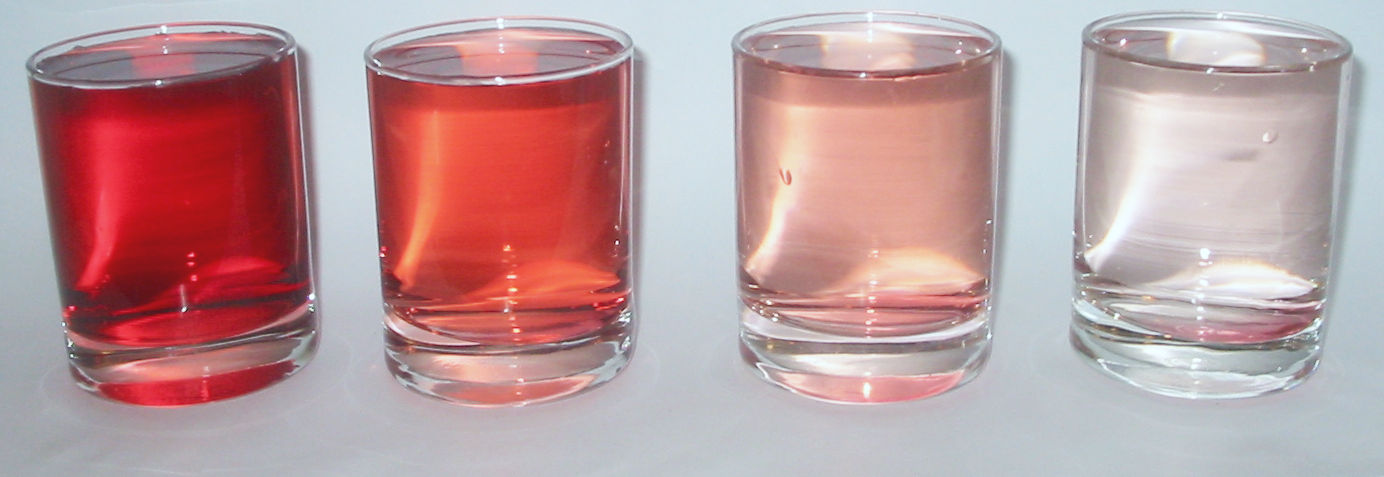
Diferentes quantidades do mesmo solvente resultam em diferentes intensidades na cor da solução (neste caso, diferentes tons de vermelho).

Diluição é o processo físico-químico de tornar uma solução menos concentrada em partículas de soluto através do aumento do solvente (número de vezes que a concentração da solução vai diminuir).
O fator de diluição, {\displaystyle f}, corresponde à relação entre o volume da solução, depois de ser diluída, e o volume da solução, antes de ser diluída; ou à relação entre a concentração da solução, antes de ser diluída, e a concentração da solução, depois de ser diluída. Além disso, o fator de diluição é sempre superior a 1; se {\displaystyle f} é igual a 1, então não houve diluição.
Para calcular os valores numa diluição, podemos usar a seguinte formula do fator de diluição:
{\displaystyle V_{A}C_{A}=V_{B}C_{B}}
onde: 
{\displaystyle V_{A}} é o volume da solução antes de ser diluída;
{\displaystyle V_{B}} é o volume da solução depois de ser diluída;
{\displaystyle C_{A}} é a concentração da solução antes de ser diluída (por exemplo, da solução de estoque); 
{\displaystyle C_{B}} é a concentração da solução depois de ser diluída.

O fator de diluição também pode ser calculado utilizando as seguintes fórmulas:
{\displaystyle f={{V_{final}} \over {V_{inicial}}}}
e
{\displaystyle f={{C_{inicial}} \over {C_{final}}}}
onde:
{\displaystyle f} é o fator de diluição;
{\displaystyle V_{final}} é o volume da solução depois de ser diluída;
{\displaystyle V_{inicial}} é o volume da solução antes de ser diluída;
{\displaystyle C_{final}} é a concentração da solução depois de ser diluída;
{\displaystyle C_{inicial}} é a concentração da solução antes de ser diluída.

## Engenharia sanitária
Na natureza, a diluição é um fenômeno ambiental muito importante pois permite o lançamento adequado de poluentes gasosos ou líquidos, conduzidos através de chaminés ou de emissários, diminuindo o impacto da carga poluidora inicial. Estes tipos de lançamentos estão previstos, respectivamente, no Protocolo de Quioto e no Protocolo de Annapolis. Estes cálculos de diluição são efetuados na engenharia sanitária utilizando-se modelos matemáticos ou modelos físicos.